# Дивизионный комплект
Дивизионный комплект — это отдельные формирования боевого и тылового обеспечения, входящие в состав дивизий.
Проще, это то что входит в ту или иную дивизию, без чего она полноценно не может выполнить задачи по предназначению.
В войсках и силах видов (авиация, флот, армия и так далее) вооружённых сил различных государств этот комплект может быть различным.

## Стрелковые и моторизованные стрелковые дивизии
- отдельный инженерно-сапёрный батальон (оисб), в подчинении начальника инженерной службы дивизии
- отдельный батальон связи (обс), в подчинении начальника связи дивизии
- отдельный разведывательный батальон (орб) — для танковых и мотострелковых дивизий, в подчинении начальника разведки дивизии
- отдельная разведывательная рота (орр) — для воздушно-десантных дивизий, в подчинении начальника разведки дивизии
- отдельный батальон материального обеспечения (обмо) — в подчинении заместителя командира дивизии по тылу
- отдельный ремонтно-восстановительный батальон (орвб) — в подчинении заместителя командира дивизии по технической части
- отдельный медицинский (медико-санитарный) батальон (омедб) — в подчинении начальника медицинской службы дивизии
- отдельный батальон химической защиты(обхз) или отдельная рота химической защиты (орхз) — в подчинении начальника химической службы дивизии
- комендантская рота (комр) — в подчинении начальника штаба дивизии
- батарея управления и артиллерийской разведки (БУиАР) — для танковых и мотострелковых дивизий, в подчинении начальника артиллерии дивизии
- взвод управления начальника артиллерии дивизии (вунад) — для воздушно-десантных дивизий. в подчинении начальника артиллерии дивизии.

Для некоторых родов (сил) войск имелись следующие специализированные формирования «дивизионного комплекта» или комплекта дивизии:
- батальон десантного обеспечения (обдо) — формирование в составе воздушно-десантных дивизий, выполнявшее обслуживание и подготовку средств парашютного десантирования авиадесантной техники. В подчинении заместителя командира дивизии по воздушно-десантной службе
- ракетная техническая база (ртб) — формирование в составе дивизий РВСН и ПВО, выполнявшее обслуживание сложной ракетной техники и соответствовавшее формированию уровня дивизион. В подчинении заместителя командира дивизии по технической части.